# Zwieselberg
Zwieselberg est une localité de Reutigen et une ancienne commune suisse du canton de Berne, située dans l'arrondissement administratif de Thoune.

## Histoire
Le 12 juin 2023, les habitants de la commune décident de son rattachement à la commune voisine de Reutigen par 67 voix contre 35. Celle-ci est effective depuis le 1er janvier 2024.